# Kazimierz Sawicki (ekonomista)
Kazimierz Sawicki (ur. 5 marca 1926 w Toruniu, zm. 26 października 2021 w Szczecinie) – profesor zwyczajny doktor habilitowany, specjalista z zakresu rachunkowości, pracownik naukowy Uniwersytetu Szczecińskiego, doktor honoris causa tej uczelni. Współtwórca i lider szczecińskiej szkoły rachunkowości, promotor licznych prac naukowych i autor ponad 600 publikacji.

## Młodość i wykształcenie
Kazimierz Sawicki urodził się 5 marca 1926 roku w Toruniu jako piąte dziecko Marianny z domu Łątkowskich i Stanisława Sawickiego. Rodzeństwo Kazimierza: trzej bracia – Alfons (1913), Tadeusz (1922), Jerzy (1929) – oraz dwie siostry – Czesława (1914) i Ludwika (1921). Najstarszy z braci, Alfons, był absolwentem Niższego Seminarium Misyjnego Księży Werbistów w Rybniku. W 1939 roku został aresztowany przez gestapo i osadzony w niemieckim obozie koncentracyjnym w Dachau. Cudem doczekał wyzwolenia. Źródłem dochodów rodziny było gospodarstwo ogrodniczo-sadownicze w Kończewicach (koło Chełmna) oraz pielęgnacja miejskich ogrodów w Toruniu, jako dodatkowe miejsce zatrudnienia ojca[niewiarygodne źródło?].
W 1939 roku po zajęciu Pomorza przez Niemców, polskie szkoły zostały zamknięte, więc zgodnie z programem władz niemieckich Kazimierz uczęszczał przez rok do Volksschule dla polskich dzieci, które kończyły naukę w wieku 14 lat. Następnie podjął naukę zawodu czeladnika w niemieckim zakładzie fryzjerskim. Po wkroczeniu do Torunia wojsk Armii Czerwonej musiał obsługiwać żołnierzy radzieckich. Gdy próbowano wcielić go do obsługi jednostek sowieckich i wywieźć do ZSRR, udało mu się ukryć.
Po zakończeniu wojny kontynuował naukę w prestiżowym Liceum im. M. Kopernika w Toruniu. Po uzyskaniu świadectwa maturalnego, w wieku 21 lat (1947) przyjechał do Szczecina i podjął pracę księgowego i bilansisty w prywatnych spółkach z o.o. „Kryształ” oraz w Odlewni Żeliwa i Metali Kolorowych Przedsiębiorstwa Przemysłu Terenowego w Szczecinie. Jednocześnie studiował w prywatnej wówczas Akademii Handlowej w Szczecinie (filia Akademii Handlowej w Poznaniu), opłacając naukę z własnych zarobków.
Po przyjeździe do Szczecina zamieszkał z kolegami w mieszkaniu, w którym pozostała Niemka, zwana „Paniusią”. Prowadziła ona dla studentów gospodarstwo, rodzaj bursy, zwanej „kołchozem”. Rozliczenia przychodów tzw. „osobo-dniówek” i wydatków prowadził Kazimierz. Wielu lokatorów, to późniejsi profesorowie kilku szczecińskich uczelni, dwie wybitne postacie handlu zagranicznego, konstruktor statków w szczecińskiej stoczni, i jeden profesor medycyny.
W 1952 roku, wówczas magister ekonomii, ożenił się z Henryką Wencel (ur. 1926). Henryka była wówczas księgową w zakładzie pracy dla inwalidów w Gnieźnie. W małżeństwie urodziło się dwoje dzieci: Aleksandra i Mirosław. Profesor doczekał się trzech wnuczek, wnuka i trzech prawnuków..

## Przebieg pracy zawodowej
Kazimierz Sawicki rozpoczął pracę akademicką w 1950 roku na stanowisku asystenta w Katedrze Rachunkowości Akademii Handlowej w Szczecinie. Studia I stopnia ukończył w 1950 roku, a tytuł magistra ekonomii uzyskał w 1952 roku w Wyższej Szkole Ekonomicznej w Łodzi. Stopień doktora nauk ekonomicznych uzyskał w 1962 roku w Wyższej Szkole Ekonomicznej we Wrocławiu, a habilitację w 1967 roku w Szkole Głównej Planowania i Statystyki w Warszawie (obecnie SGH). Tytuł profesora nadzwyczajnego otrzymał w 1976 roku, a profesora zwyczajnego – w 1983 roku.
W 1950 roku Akademia Handlowa w Szczecinie została upaństwowiona i przekształcona w Wyższą Szkołę Ekonomiczną (WSE). W 1955 roku WSE została włączona do Politechniki Szczecińskiej jako Wydział Inżynieryjno-Ekonomiczny Transportu. W 1992 roku z części struktur Politechniki Szczecińskiej powołano Uniwersytet Szczeciński i utworzono Wydział Nauk Ekonomicznych i Zarządzania (WNEiZ), w którym kontynuowano działalność Katedry Rachunkowości.
Od 1970 roku kierował Zakładem Rachunkowości w Instytucie Rachunku Ekonomicznego Politechniki Szczecińskiej. W 1975 roku z jego inicjatywy utworzono samodzielny Zakład Rachunkowości w Instytucie Ekonomiki i Organizacji Produkcji. W 1991 roku został kierownikiem Katedry Rachunkowości Uniwersytetu Szczecińskiego i pełnił tę funkcję do 1996 roku. W kolejnych latach kierował Katedrą Rachunkowości Finansowej oraz Instytutem Rachunkowości.

## Działalność naukowa i dydaktyczna
Profesor Kazimierz Sawicki ma dorobek naukowy i dydaktyczny, obejmujący zarówno kształcenie kadr akademickich, jak i działalność organizacyjną w środowisku rachunkowości w Polsce. Był promotorem ponad 1000 magistrów i licencjatów, 13 zakończonych przewodów doktorskich (dwie prace wyróżnione Nagrodą Ministra), recenzentem 61 prac doktorskich, 23 rozpraw habilitacyjnych oraz 60 postępowań o tytuł profesora.
W trakcie ponad 70-letniej kariery dydaktycznej prowadził wykłady z rachunkowości przedsiębiorstw, rachunku kosztów, sprawozdawczości, rachunkowości zarządczej i międzynarodowych standardów. Był autorem i współautorem 50 podręczników, skryptów i zbiorów ćwiczeń. Wiele z nich było wznawianych i wykorzystywanych ogólnopolsko.
- Rachunkowość w transporcie samochodowym (1959, z T. Waśniewskim) – publikacja pionierska.
- Rachunkowość finansowa, PE Warszawa (1999, 2001, 2004) – podręcznik akademicki.
- Polityka bilansowa i sprawozdawczość finansowa w zarządzaniu firmą (1996) – pozycja pionierska[7].

## Działalność społeczna
Współtwórca szczecińskiego oddziału Stowarzyszenia Księgowych w Polsce (1959), wieloletni członek zarządu i prezes oddziału. Członek Rady Naukowej i Rady Redakcyjnej Zeszytów Teoretycznych Rachunkowości SKwP. Członek Krajowej Rady Biegłych Rewidentów (1992–2000), przewodniczący Komisji Rewizyjnej i członek Komisji ds. standardów rewizji finansowej.

## Odznaczenia i wyróżnienia
- 1969, 1980: sześć nagród ministerialnych stopnia I, II i III[1]
- 1977: Krzyż Kawalerski Orderu Odrodzenia Polski[1]
- 1973: Złoty Krzyż Zasługi[1]
- 1971: Srebrny Krzyż Zasługi[1]
- 1968: Złota Odznaka „Zasłużony w Rozwoju Stowarzyszenia Księgowych w Polsce”[1]
- 1966: Srebrna Odznaka „Zasłużony w Rozwoju Stowarzyszenia Księgowych w Polsce”[1]

- Za zasługi w 1999 roku został zaliczony do elitarnego grona 50 członków honorowych Stowarzyszenia Księgowych w Polsce[5][potrzebny przypis].
- W 2015 roku został uhonorowany najwyższym odznaczeniem przyznawanym przez Stowarzyszenie Księgowych w Polsce– złotą odznaką z diamentem[5][potrzebny przypis]
- doktorat honoris causa Uniwersytetu Szczecińskiego (2006)[9],

- odznaka Gryfa Zachodniopomorskiego (2021).
- W 2024 r. Nadano imię Prof. Kazimierza Sawickiego sali konferencyjnej szczecińskiego SKwP.[10]

Zmarł 26 października 2021, pochowany na cmentarzu Centralnym w Szczecinie.